# Közönséges tövishátúsáska
A közönséges tövishátúsáska (Tetrix subulata) a tövishátúsáska-félék családjába tartozó, Eurázsiában és Észak-Amerikában honos sáskafaj.

## Megjelenése
A közönséges tövishátúsáska testhossza a hím esetében 10-12 mm, a nőstény 11-15 mm. A többi tövishátúsáskánál kissé nagyobb és karcsúbb. Többnyire egyszínű vagy a háta világosabb, a sötét példányok ritkák. Színe lehet okkersárgás, szürke vagy szürkésbarna. Ritkább rövidszárnyú változatánál a torpajzs hosszú hátsó nyúlványa kissé túlér a hátsó térden. A hosszúszárnyú egyedeknél a torpajzs jóval hosszabb, 2-3 mm-el túlhaladja a potrohvéget. A torpajzs felszíne sima, a középső varrat nem, vagy alig áll ki. A hátsó szárnyak elérik a torpajzs végét, a hosszúszárnyúaknál kicsit túl is haladhatják. A hátsó comb több mint háromszor olyan hosszú a szélességénél, a comb felső éle egyenesen fut le. A szemek között a távolság nagyobb, mint a hasonló fajoknál (kb. a szem átmérőjének a másfélszerese) és a homlok kiáll. A hosszú csápok sárgásak vagy halványbarnák, a végük sötét.  
Nem ad ki hangot.

### Hasonló fajok
A Bolivar-tövishátúsáska és a délnyugati tövishátúsáska hasonlít rá. 

## Elterjedése
Eurázsia és Észak-Amerika mérsékelt övi zónáiban honos. Egész Európában előfordul, beleértve a Brit-szigeteket és Skandináviát is, de délen ritkább. Magyarországon mindenütt megtalálható. 

## Életmódja
A nedves és meleg élőhelyeket kedveli, ahol csupasz talajfelületeket is talál. Vízparti és láprétek, öntésterületek, erdőszélek, tisztások, üde rétek, szántóföldek szélének lakója. Jól repül. Növényevő: levelekkel, mohákkal, algákkal, zuzmókkal táplálkozik.
Évente két nemzedéke figyelhető meg. Az áttelelő imágók április-májusban a leggyakoribbak, de nyár közepére többnyire elpusztulnak. Utódaik már augusztusra imágóvá fejlődhetnek, de vannak amelyek végső lárvastádiumban telelnek át. Ez a nemzedék a következő tavasszal szaporodik. A két generáció időben átfed, tavasztól ősz végéig találkozhatunk felnőtt példányokkal. A nőstények nedves talajba rakják 10-20 petéjüket. A kikelő hím lárvák öt, a nőstények hat lárvastádiumon mennek át. 

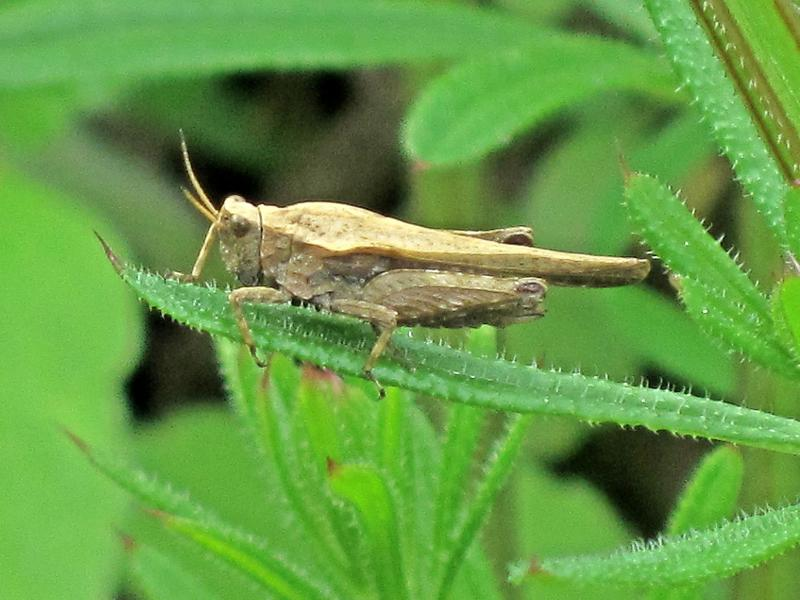
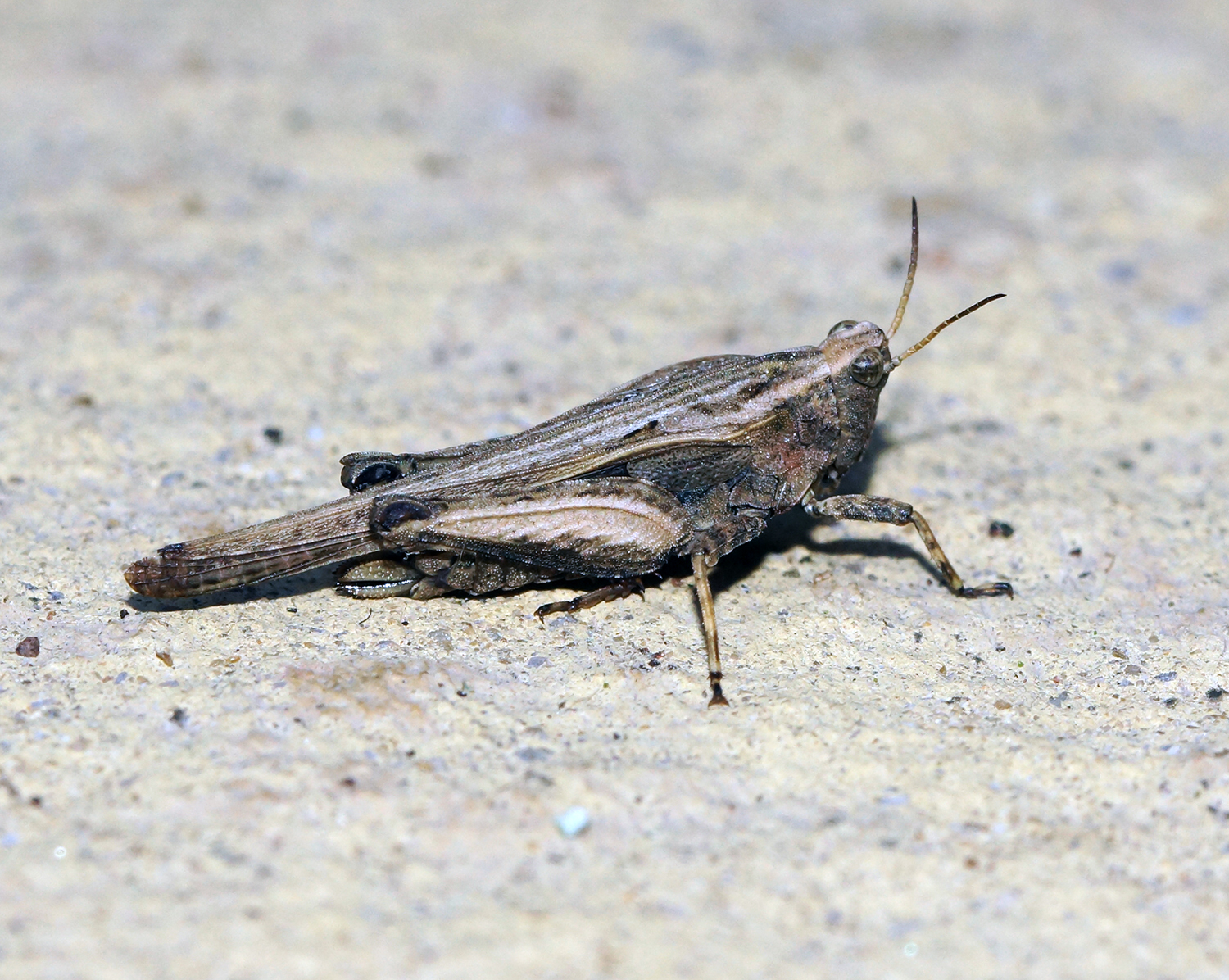
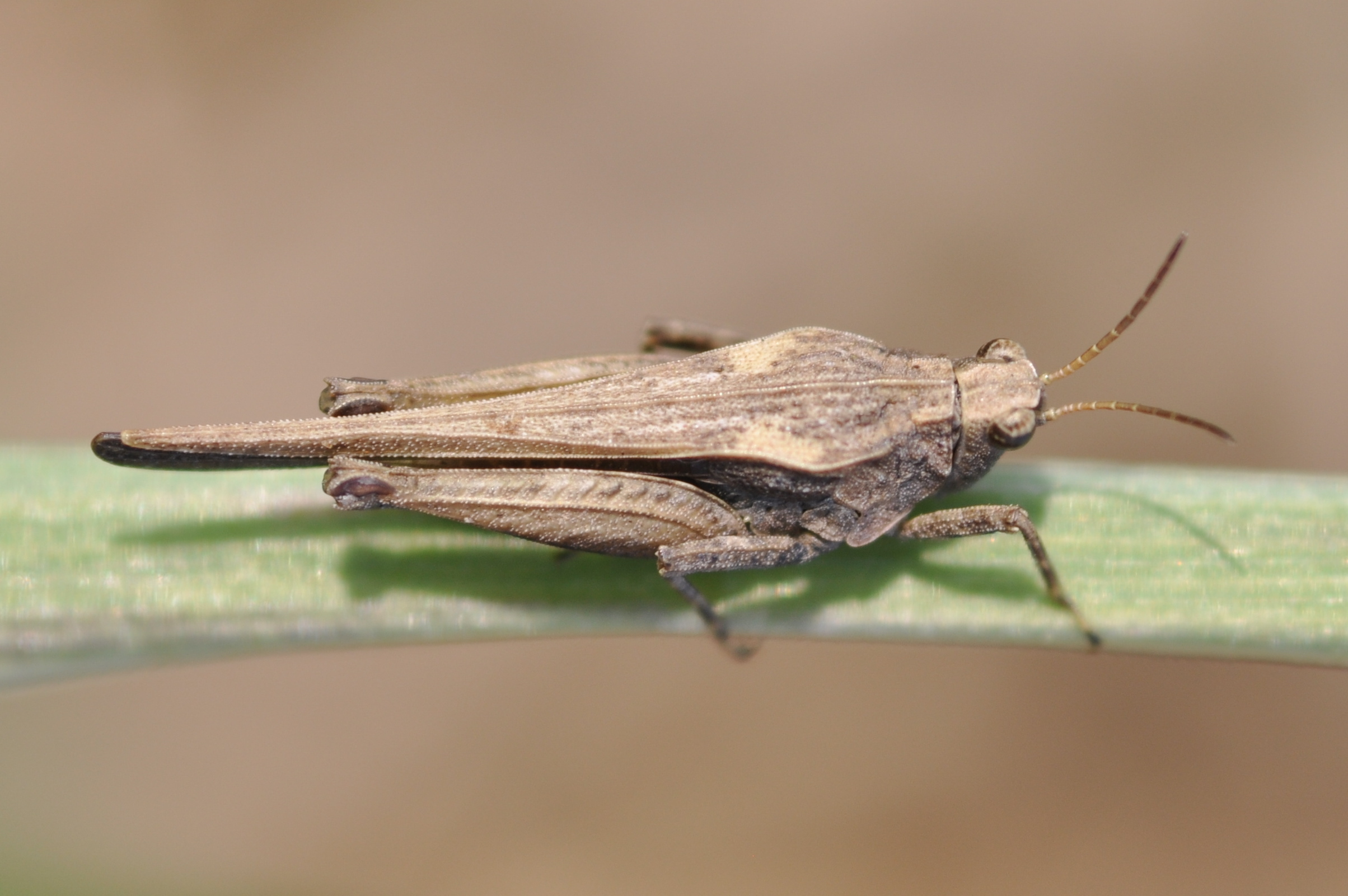
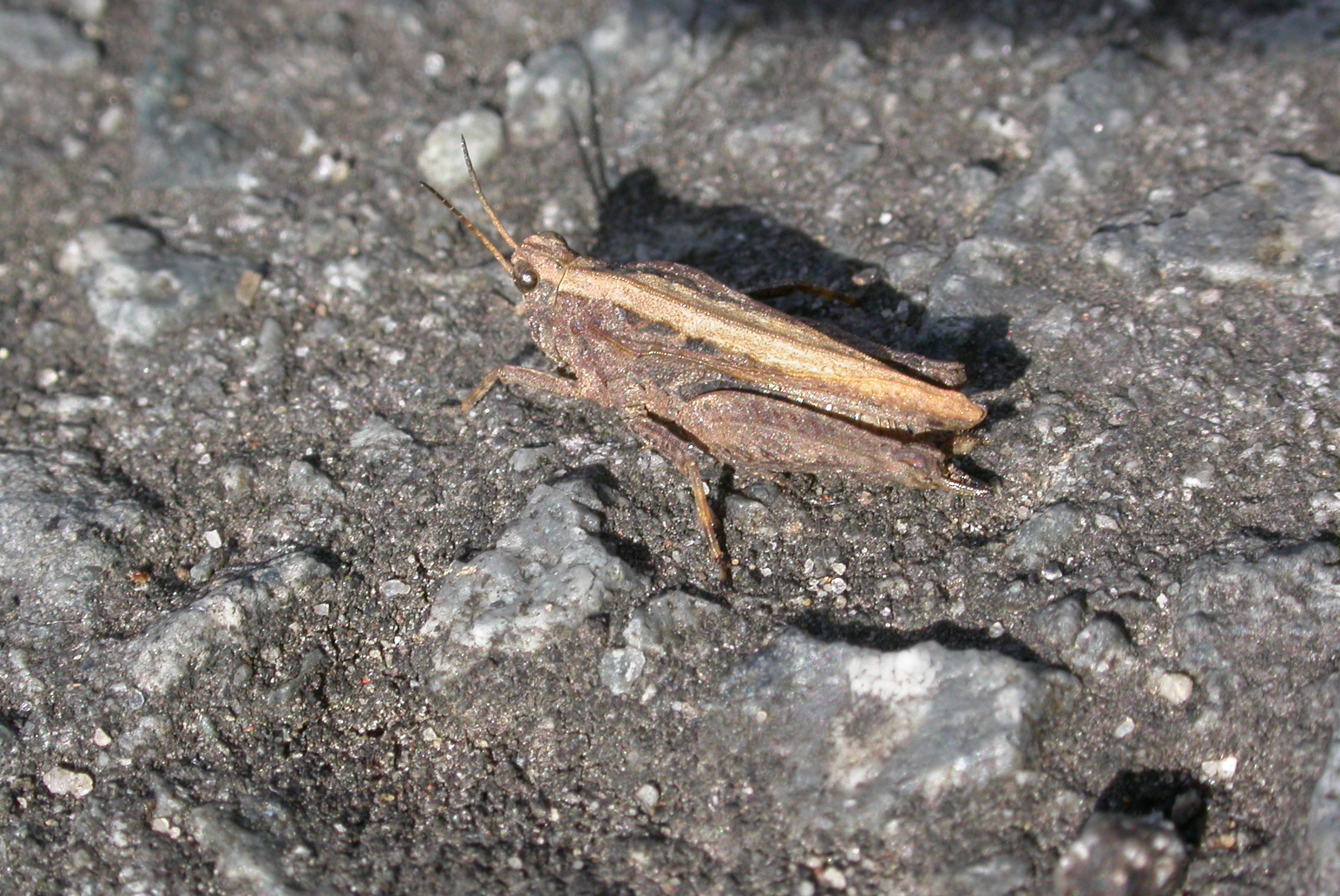
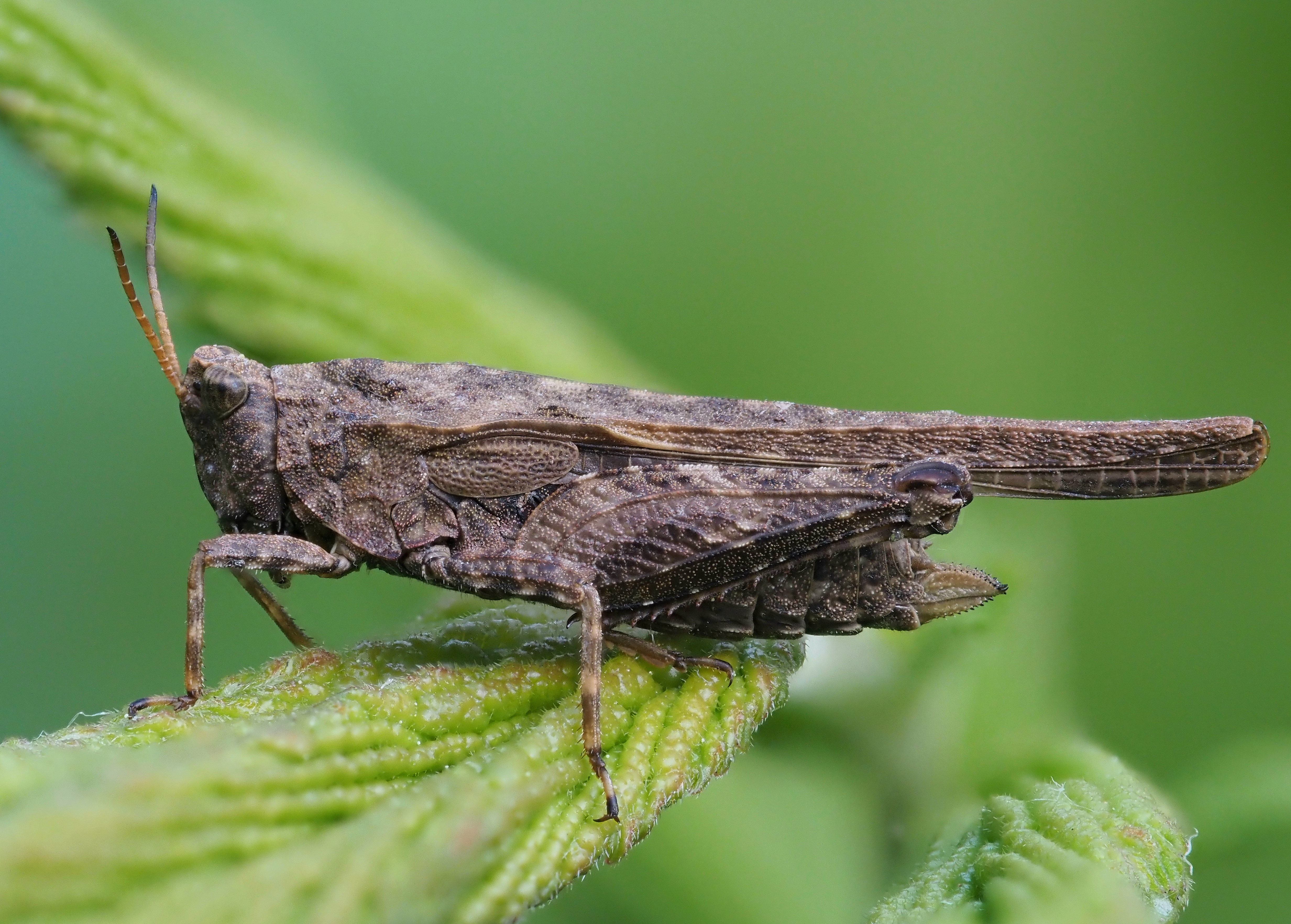

Magyarországon nem védett.